# Aleksander-Zelwerowicz-Theaterakademie Warschau

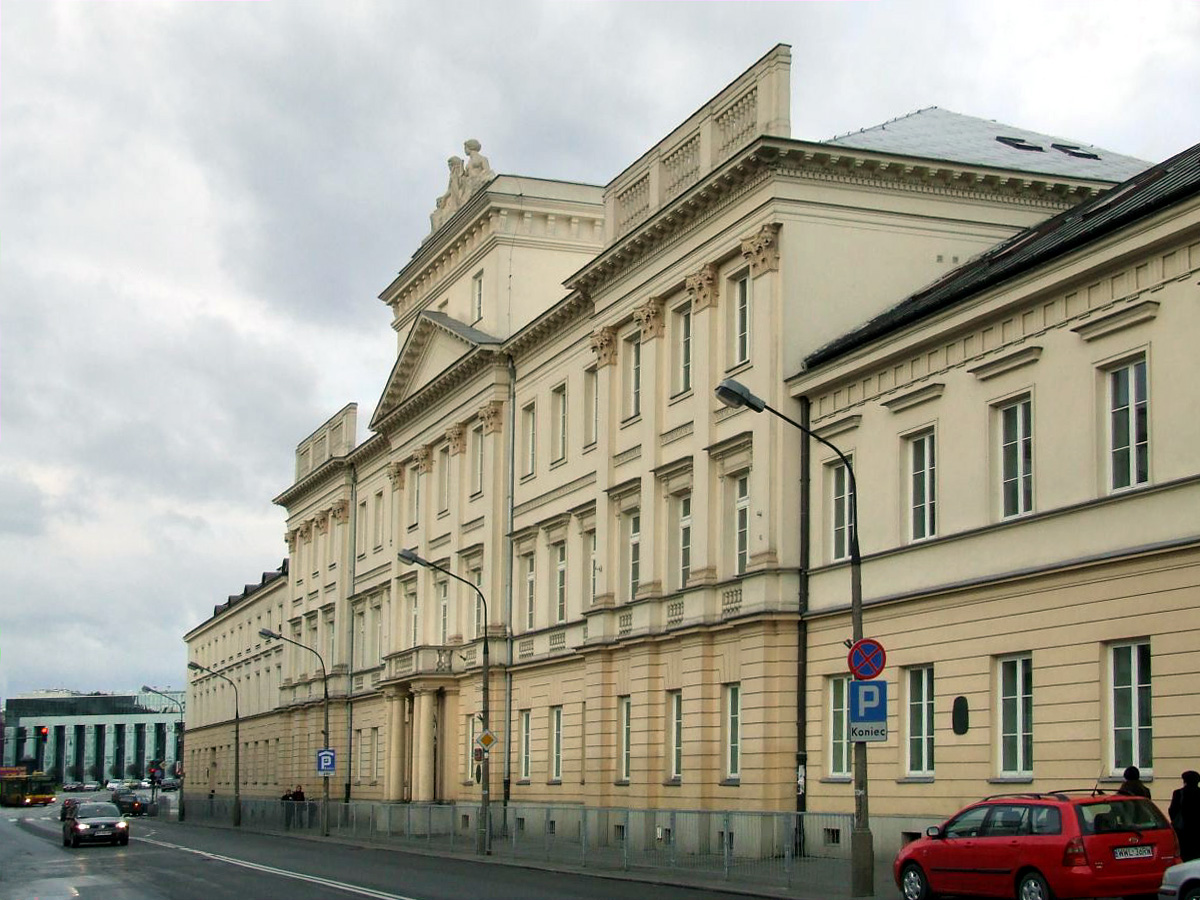
Aleksander-Zelwerowicz-Theaterakademie Warschau

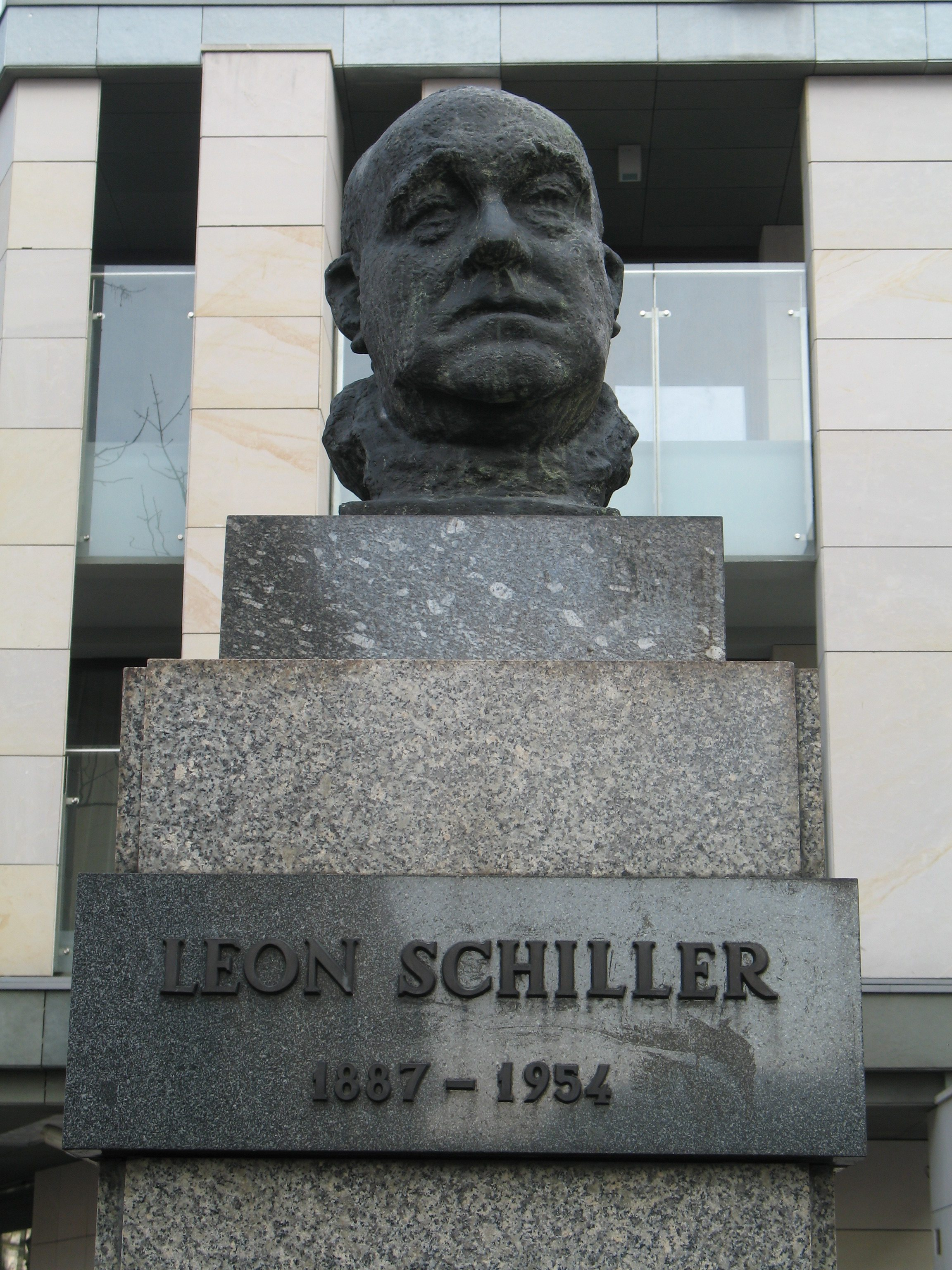

Die Aleksander-Zelwerowicz-Theaterakademie Warschau ist eine staatliche Schauspielschule in Warschau. Sie erhielt den Namen Akademia Teatralna Aleksander Zelwerowicz im Jahre 1996 und ist die Nachfolgeinstitution des 1932 von Aleksander Zelwerowicz und Leon Schiller gegründeten Staatlichen Theaterinstituts (PIST). Nach dem Zweiten Weltkrieg wurde die Schule in Staatliche Theaterhochschule (PWST) umbenannt. Sie ist neben der PWST in Krakau die wichtigste Ausbildungsstätte für polnische Theaterschauspieler und Regisseure.

## Geschichte
Nach der Gründung des Instituts 1932 teilten sich als Direktoren der Schule Aleksander Zalwerowicz und Leon Schiller die Arbeit. Zalwerowicz übernahm die Fakultät für Schauspielerausbildung, während Schiller junge Regisseure ausbildete. Diese Zweiteilung besteht bis heute. Während des Zweiten Weltkriegs und der deutschen Besatzung unterrichtete das Institut im Untergrund. Berühmtester Schauspieler, der in der Untergrundschule ausgebildet wurde, ist Andrzej Łapicki. Łapicki ist der Schule bis heute eng verbunden und war jahrelang ihr Rektor.
Nach dem Krieg hatte die Schule von 1946 bis 1949 ihren Sitz in Łódź und zog dann wieder nach Warschau um. Leon Schiller leitete die Schule zunächst auch nach dem Krieg, wurde jedoch aufgrund des vorherrschenden Stalinismus in Polen von der Führung der Schule entfernt. Der Schauspieler Jan Kreczmar übernahm die Leitung der Schule. Kreczmar blieb bis 1967 Rektor der Schule und führte sie durch die politisch wechselhaftesten Jahre.
Mit Tadeusz Łomnicki übernahm der berühmteste polnische Schauspieler die Leitung der Schule. Er wurde 1981 durch Andrzej Łapicki ersetzt. Łapicki wechselte sich in den Jahren bis 2002 mit dem Schauspieler Jan Englert als Rektor der Hochschule ab. Seit 2002 leitet der Theaterwissenschaftler Lech Śliwonik die Schule.

### Ehemalige Dozenten
- Erwin Axer
- Aleksander Bardini
- Piotr Cieślak
- Gustaw Holoubek
- Zygmunt Hübner
- Maja Komorowska
- Zofia Kucówna
- Anna Seniuk
- Aleksandra Śląska
- Zbigniew Zapasiewicz

## Absolventen der Schule (eine Auswahl)

### Fakultät für Schauspiel
In Klammern ist das Abschlussjahr genannt:
- Lech Ordon (1948)
- Zdzisław Maklakiewicz (1951)
- Zygmunt Hübner (1952)
- Franciszek Pieczka (1954)
- Zbigniew Zapasiewicz (1956)
- Teresa Iżewska (1957)
- Henryk Bista (1958)
- Roman Wilhelmi (1958)
- Elżbieta Czyżewska (1960)
- Krzysztof Kowalewski (1960)
- Emilia Krakowska (1963)
- Marian Opania (1964)
- Marek Perepeczko (1965)
- Piotr Fronczewski (1968)
- Andrzej Seweryn (1968)
- Małgorzata Braunek (1969)
- Stanisława Celińska (1969)
- Bożena Dykiel (1971)
- Krzysztof Kolberger (1972)
- Marek Kondrat (1972)
- Jerzy Radziwiłowicz (1972)
- Wiktor Zborowski (1973)
- Krystyna Janda (1975)
- Adam Ferency (1976)
- Dorota Stalińska (1976)
- Grażyna Szapołowska (1977)
- Piotr Machalica (1981)
- Hanna Śleszyńska (1982)
- Katarzyna Figura (1985)
- Piotr Gąsowski (1985)
- Andrzej Chyra (1987)
- Edyta Jungowska (1989)
- Beata Ścibakówna (1992)
- Dominika Ostałowska (1994)
- Piotr Adamczyk (1995)
- Michał Żebrowski (1995)
- Agata Buzek (1999)
- Wieslaw Zanowicz  (1976)

### Fakultät für Theaterregie
- Maciej Englert (1968)
- Jerzy Grzegorzewski (1966)
- Zygmunt Hübner (1955)
- Helmut Kajzar (1969)
- Olga Lipińska (1965)
- Tadeusz Łomnicki (1954)
- Krystyna Meissner (1962)
- Konrad Swinarski (1955)